# Young Africans SC
Der Young Africans Sports Club ist ein tansanischer Fußballverein aus Dar es Salaam. Neben den Simba SC ist der Club der erfolgreichste des Landes. Aktuell (Stand Mai 2024) spielt der Verein in der ersten Liga.

## Geschichte
Der Verein wurde am 11. Februar 1935 gegründet als die Bewohner Daressalams, die von der Kolonialverwaltung in Tanganjika als Afrikaner eingestuft wurden, beschlossen, einen Fußballverein zu gründen, um an Wettkämpfen teilzunehmen eine Liga voller „nichtafrikanischer“ Fußballvereine.
Nach der Gründung im Jahr 1935 stritten sich die Mitglieder über die schlechten Leistungen und Ergebnisse ihres Teams. Der Verein hatte 1936 eine noch schlechtere und unbefriedigende Leistung, die dazu führte, dass sich einige Mitglieder aufspalteten und eine andere Mannschaft bildeten. Die Befürworter der Abspaltung waren Araber, die es für angebracht hielten, Konflikte zwischen den Clubmitgliedern zu verursachen, die zu einer Spaltung führten. Sie hatten Erfolg und gründeten zusammen mit Dissidenten einen Club namens Queens F.C. (derzeit Simba). Seitdem sind die beiden Teams Young Africans und Simba Rivalen. 
Seit Jahrzehnten spielt der Club in der Tansanischen Premier League, der höchsten Spielklasse des Landes. Neben seinem Erzrivalen Simba SC ist Young Africans FC der größte und erfolgreichste Verein Tansanias, bisher gewannen sie 22-mal die Meisterschaft, viermal den Pokal und fünfmal den CECAFA Club Cup.
Obwohl die Mannschaft national erfolgreicher als Simba SC ist, waren sie bisher in den afrikanischen Kontinentalwettbewerben wenig erfolgreich und schieden zumeist schon in den ersten Runden aus. 1998 konnte man zum bisher einzigen Mal die Gruppenphase der CAF Champions League erreichen und schied mit nur zwei Punkten aus sechs Spiele als Tabellenletzter der Gruppe B aus.

## Erfolge
| Premier League (31) | Premier League (31) | Premier League (31) | Premier League (31) | Premier League (31) | Premier League (31) | Premier League (31) | Premier League (31) | Premier League (31) | Premier League (31) |
| --- | ------------------- | ------------------- | ------------------- | ------------------- | ------------------- | ------------------- | ------------------- | ------------------- | ------------------- |
| 1968, 1969, 1970, 1971, 1972, 1974, 1981, 1983, 1985, 1987, 1989, 1991, 1992, 1993, 1996, 1997, 1998, 2002, 2005, 2006, 2007/08, 2008/09, 2010/11, 2012/13, 2014/15, 2015/16, 2016/17, 2021/22, 2022/23, 2023/24, 2024/25 |                     |                     |                     |                     |                     |                     |                     |                     |                     |
| Nyerere Cup (3) |                     |                     |                     |                     |                     |                     |                     |                     |                     |
| 1975, 1994, 1999 |                     |                     |                     |                     |                     |                     |                     |                     |                     |
| Tanzania FA Cup (1) |                     |                     |                     |                     |                     |                     |                     |                     |                     |
| 2015/16, 2021/22, 2022/23, 2023/24 |                     |                     |                     |                     |                     |                     |                     |                     |                     |
| FAT Cup (5) |                     |                     |                     |                     |                     |                     |                     |                     |                     |
| 1967, 1974, 1999, 2001, 2015/16 |                     |                     |                     |                     |                     |                     |                     |                     |                     |
| CECAFA Club Championship (5) |                     |                     |                     |                     |                     |                     |                     |                     |                     |
| 1975, 1993, 1999, 2011, 2012 |                     |                     |                     |                     |                     |                     |                     |                     |                     |

## Statistik in den CAF-Wettbewerben
| Wettbewerb                          | Runde         | Gegner                                         | Hinspiel         | Rückspiel           |  |
| ----------------------------------- | ------------- | ---------------------------------------------- | ---------------- | ------------------- |  |
|                                     |               |                                                |                  |                     |  |
| African Cup of Champions Clubs 1969 | Vorrunde      | Fitarikandro                                   | 4:1 (H)          | 0:2 (A)             |  |
|                                     | 1. Runde      | Saint-George SA                                | 0:0 (A)          | 5:0 (H)             |  |
|                                     | Viertelfinale | Asante Kotoko SC                               | 1:1 (A)          | 1:1 (H)             |  |
| African Cup of Champions Clubs 1970 | 1. Runde      | US Fonctionnaires                              | 4:0 (H)          | 2:4 (A)             |  |
|                                     | 2. Runde      | Nakuru All-Stars                               | 0:1 (A)          | 3:1 (H)             |  |
|                                     | Viertelfinale | Asante Kotoko SC                               | 1:1 (H)          | 0:2 (A)             |  |
| African Cup of Champions Clubs 1971 | 1. Runde      | Lavori Publici                                 | 2:0 (H)          | 0:0 (A)             |  |
|                                     | 2. Runde      | Coffee United SC                               | nicht angetreten | nicht angetreten    |  |
| African Cup of Champions Clubs 1972 | 1. Runde      | AS St. Michel                                  | 0:2 (A)          | 1:0 (H)             |  |
| African Cup of Champions Clubs 1973 | 1. Runde      | al-Merreikh Omdurman                           | 1:2 (H)          | 1:1 (A)             |  |
| African Cup of Champions Clubs 1975 | 2. Runde      | Rangers International                          | 0:0 (A)          | 1:1 (H)             |  |
| African Cup of Champions Clubs 1982 | 1. Runde      | Grupo Desportivo da Companhia Têxtil do Punguè | 2:1 (A)          | 2:0 (H)             |  |
|                                     | 2. Runde      | al Ahly SC                                     | 0:5 (A)          | 1:1 (H)             |  |
| African Cup of Champions Clubs 1984 | 1. Runde      | Gor Mahia FC                                   | 1:1 (H)          | 0:1 (A)             |  |
| African Cup of Champions Clubs 1988 | 1. Runde      | al Ahly SC                                     | 0:0 (H)          | 0:4 (A)             |  |
| African Cup of Champions Clubs 1992 | 1. Runde      | St. Louis Suns United                          | 3:1 (A)          | 4:1 (H)             |  |
|                                     | 2. Runde      | Ismaily SC                                     | 0:2 (H)          | 1:1 (A)             |  |
| African Cup of Champions Clubs 1996 | Vorrunde      | APR FC                                         | 1:0 (H)          | 0:3 (A)             |  |
| CAF Champions League 1997           | Vorrunde      | Express FC                                     | 0:0 (H)          | 0:1 (A)             |  |
| CAF Champions League 1998           | 1. Runde      | Rayon Sports                                   | 2:2 (A)          | 1:1 (H)             |  |
|                                     | 2. Runde      | Ethiopian Coffee SC                            | 2:2 (A)          | 6:1 (H)             |  |
|                                     | Gruppenphase  | Manning Rangers                                | 1:1 (H)          | 0:4 (A)             |  |
|                                     | Gruppenphase  | ASEC Mimosas                                   | 1:2 (A)          | 0:3 (H)             |  |
|                                     | Gruppenphase  | Raja Casablanca                                | 0:6 (A)          | 3:3 (H)             |  |
| CAF Champions League 2001           | 1. Runde      | Highlanders FC                                 | 2:2 (H)          | 2:0 (A)             |  |
|                                     | 2. Runde      | Mamelodi Sundowns                              | 2:3 (A)          | 3:3 (H)             |  |
| CAF Champions League 2006           | Vorrunde      | Zanaco FC                                      | 2:1 (H)          | 0:2 (A)             |  |
| CAF Champions League 2007           | Vorrunde      | AJS Mutsamudu                                  | 5:1 (H)          | 5:1 (H)             |  |
|                                     | 1. Runde      | Atlético Petróleos de Luanda                   | 3:0 (H)          | 0:2 (A)             |  |
|                                     | 2. Runde      | Espérance Tunis                                | 0:3 (A)          | 0:0 (H)             |  |
| CAF Champions League 2009           | Vorrunde      | Etoile d’Or                                    | 8:1 (H)          | 6:0 (A)             |  |
|                                     | 1. Runde      | al Ahly SC                                     | 0:3 (A)          | 0:1 (H)             |  |
| CAF Champions League 2010           | Vorrunde      | FC Saint Eloi Lupopo                           | 2:3 (H)          | 0:1 (A)             |  |
| CAF Champions League 2012           | Vorrunde      | al Zamalek SC                                  | 1:1 (H)          | 0:1 (A)             |  |
| CAF Champions League 2014           | Vorrunde      | AS Komorozine de Domoni                        | 7:0 (H)          | 5:2 (A)             |  |
|                                     | 1. Runde      | al Ahly SC                                     | 1:0 (H)          | 0:1 (3:4 i. E.) (A) |  |
| CAF Champions League 2016           | Vorrunde      | Cercle de Joachim SC                           | 1:0 (A)          | 2:0 (H)             |  |
|                                     | 1. Runde      | APR FC                                         | 2:1 (A)          | 1:1 (H)             |  |
|                                     | 2. Runde      | al Ahly SC                                     | 1:1 (H)          | 1:2 (A)             |  |
| CAF Champions League 2017           | Vorrunde      | Ngaya Club                                     | 5:1 (A)          | 1:1 (H)             |  |
|                                     | 1. Runde      | Zanaco FC                                      | 1:1 (H)          | 0:0 (A)             |  |
| CAF Champions League 2018           | Vorrunde      | St. Louis Suns United                          | 1:0 (H)          | 1:1 (A)             |  |
|                                     | 1. Runde      | Township Rollers FC                            | 1:2 (H)          | 0:0 (A)             |  |
| CAF Champions League 2019/20        | Vorrunde      | Township Rollers FC                            | 1:1 (H)          | 1:0 (A)             |  |
|                                     | 1. Runde      | ZESCO United                                   | 1:1 (H)          | 1:2 (A)             |  |
| CAF Champions League 2021/22        | 1. Runde      | Rivers United FC                               | 0:1 (H)          | 0:1 (A)             |  |

## Stadion
Der Verein trägt die meisten seiner Heimspiele im 60.000 Zuschauer fassenden Benjamin-Mkapa-Nationalstadion aus. Gelegentlich weicht der Verein auch in das Uhuru Stadium (23.000 Plätze) aus.

## Bekannte Spieler
- George Owino (2009)

## Trainer
| Trainer             | Nation                       | von                | bis                |
| ------------------- | ---------------------------- | ------------------ | ------------------ |
| Rudi Gutendorf      | Deutschland                  | 1. Juli 1981       | 30. Juni 1982      |
| Raoul Shungu        | Demokratische Republik Kongo | 1. Juli 1999       | 30. Juni 2001      |
| Milutin Sredojevic  | Serbien                      | 1. Juli 2007       | 31. Dezember 2007  |
| Kosta Papic         | Serbien                      | 15. Oktober 2009   | 30. Juni 2014      |
| Tom Saintfiet       | Belgien                      | 17. Juli 2012      | 25. September 2012 |
| Ernie Brandts       | Niederlande                  | 28. September 2012 | 23. Dezember 2013  |
| Márcio Máximo       | Brasilien                    | 1. Januar 2014     | 31. Dezember 2014  |
| Hans van der Pluijm | Niederlande Ghana            | 1. Januar 2014     | 30. Juni 2014      |
| Leonardo Neiva      | Brasilien                    | 1. Juni 2014       | 30. Mai 2015       |
| Hans van der Pluijm | Niederlande Ghana            | 1. Januar 2016     | 24. Oktober 2016   |
| George Lwandamina   | Sambia                       | 24. Oktober 2016   | 9. April 2018      |
| Luc Eymael          | Belgien                      | 9. Januar 2020     | 27. Juli 2020      |
| Zlatko Krmpotic     | Serbien                      | 28. August 2020    | 4. Oktober 2020    |
| Nasreddine Nabi     | Tunesien Belgien             | 20. April 2021     | 15. Juni 2023      |
| Miguel Gamondi      | Argentinien                  | 11. Juli 2023      |                    |